# Stadhouderskade 5
Stadhouderskade 5 en 6 is een pand aan de Stadhouderskade in Amsterdam, en wordt ook wel 'Atlanta' genoemd. Het gebouw in steenrode baksteen telt zeven verdiepingen en een toren in de vorm van een speer.

## Geschiedenis

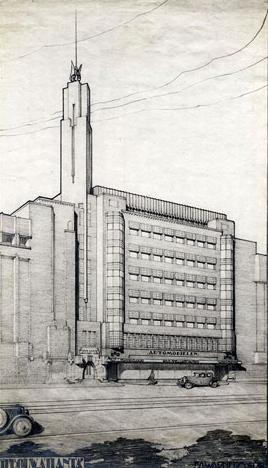
Presentatietekening Atlanta, ca 1929

Het pand werd in 1927 gebouwd naar een ontwerp van de Amsterdamse architect F.A. Warners (1888-1952). Warners heeft het in 1925 ontworpen voor het Amerikaanse autobedrijf REO Automobil Company. De begane grond was de showroom voor de nieuwste modellen Chevrolets.
In 1928 werd het pand feestelijk door Allert de Lange geopend. De zoon van F.A. Warners, Allert Warners, voegde in 1955 nog een etage toe aan het gebouw.
In het begin van de 21ste eeuw was het hoofdkantoor van Tommy Hilfiger gevestigd in het pand (nummer 6). In 2010 werd het hoofdkantoor uitgebreid met een nieuw restaurant en bar. Toen werd ook de begane grond gerenoveerd en kreeg de naam People's Place, een bar en aangrenzende concertzaal op de begane grond welke werd gebruikt voor clubavonden en events. Poppodium Paradiso heeft wel eens gebruik gemaakt van deze locatie voor optredens met een kleiner publiek. Tommy Hilfiger is in 2019 verhuisd naar een kantoorpand in de Houthavens. 
In het gebouw is in 2021 een bedrijvenverzamelcentrum van de firma WeWork gevestigd.
Oost ·
160 ·
158 ·
157 ·
156 ·
155 ·
151-154 ·
149-150 ·
145-146 ·
142-144 ·
140-141 ·
137-139 ·
135-136 ·
130-134 ·
129 ·
128 ·
125-127 ·
123-124 ·
116-122 ·
115 ·
110-113 ·
100-101 ·
97 ·
95-96 ·
93-94 ·
92 ·
91 ·
89-90 ·
87-88 ·
86 ·
85 ·
84 ·
82-83 ·
78-79 ·
77 ·
Heineken Brouwerij ·
74 ·
72-73 ·
69-70 ·
68 ·
67 ·
65-66 ·
64 ·
62-63 ·
60-60a ·
58-59 ·
56-57 ·
Willemshuis ·
Van Nispenhuis ·
Kapel van Sint Josephs Gezellen-Vereeniging ·
54 ·
52-53 ·
47-49 ·
Carel Willinkplantsoen ·
Polderhuis ·
Ruysdaelkade 2-4 ·
Judith Leysterbrug ·
42 (Rijksmuseum) ·
40-41 ·
31-35 ·
30 ·
29 ·
Park Centraal Amsterdam ·
Stedemaagd (Vondelpark) ·
Byzantium ·
Koepelkerk ·
12 (Marriott) ·
Persilhuis ·
7 ·
5 ·
3 ·
1 ·
West